# 紹伊倫

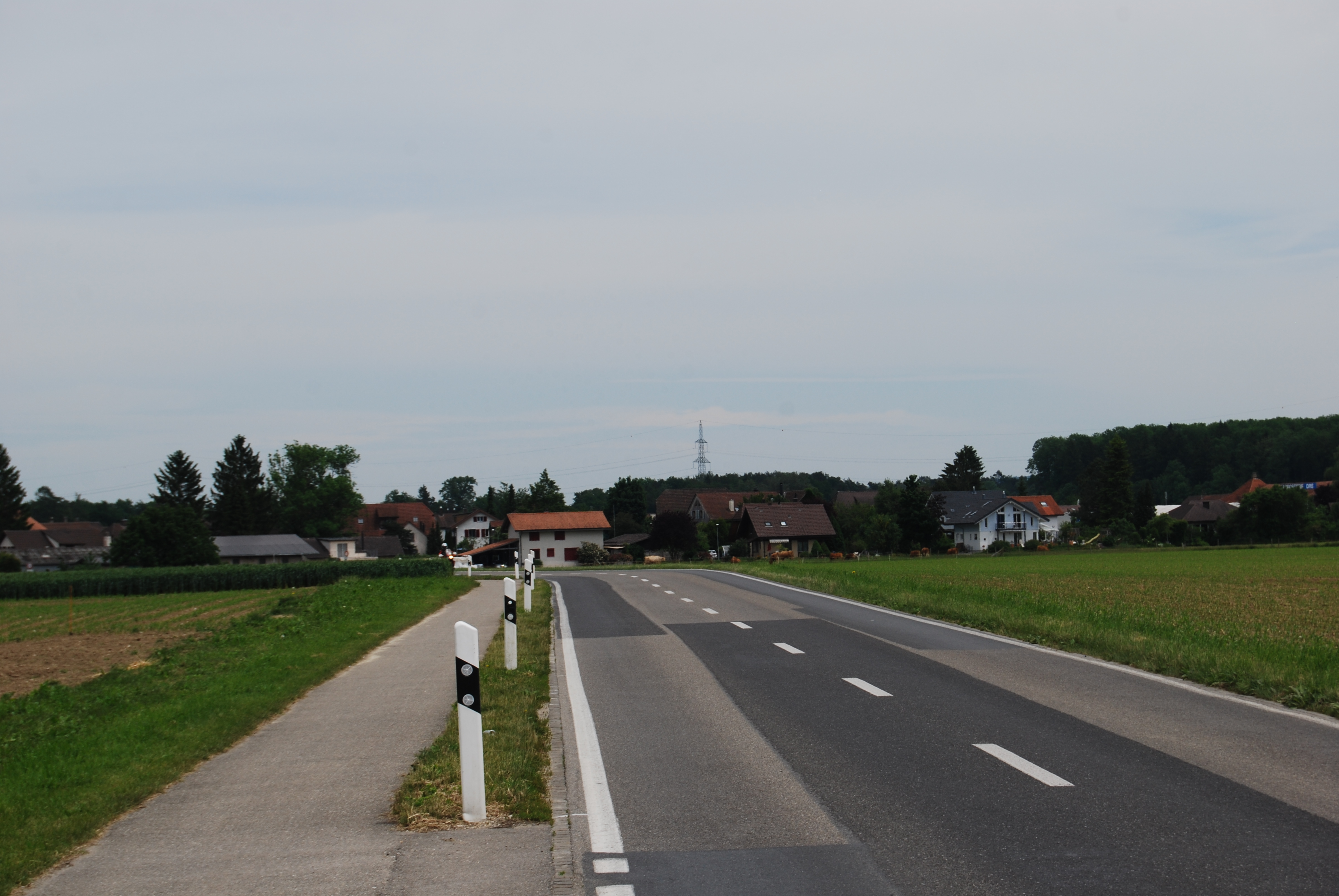

紹伊倫是瑞士的城鎮，位於該國中西部，由伯恩州負責管轄，面積2.1平方公里，五成半土地是農業用地，海拔高度430米，2011年人口444，人口密度每平方公里211人。